# Chuck Knox
Pour les articles homonymes, voir Knox.
Charles Robert Knox, dit Chuck Knox, né le 27 avril 1932 à Sewickley et mort le 12 mai 2018, est un entraîneur américain de football américain.

## Carrière
Chuck Knox a été entraîneur des Rams de Los Angeles (1973-1977, puis 1992-1994), Bills de Buffalo (1978-1982) et des Seahawks de Seattle (1983-1991) en National Football League (NFL).